# 千秋実
千秋 実（、1917年〈大正6年〉4月28日 - 1999年〈平成11年〉11月1日）は、日本の俳優。本名は佐々木勝治（）。旧姓は森竹。
妻の女優佐々木踏絵とともに薔薇座を結成して舞台で活動後、映画俳優に転向し、黒澤明監督作品の常連俳優として活躍。テレビドラマでもホームドラマを中心に人気を得た。主な作品に『七人の侍』『隠し砦の三悪人』『花いちもんめ。』など。著書に妻との共著『わが青春の薔薇座』などがある。俳優の佐々木孝丸は岳父にあたる。俳優の佐々木勝彦は息子（次男）。女優の宮本信子の父親とは従兄弟同士であり、従兄弟の娘という関係性を説明するのが面倒との理由で宮本信子を姪と紹介していた。

## 来歴・人物
1917年（大正6年）4月28日（土曜日）、北海道中川郡恩根内村（現在の美深町）に、呉服・洋品雑貨店を営む森竹家の3男として生まれる。幼少期に上砂川町に移住し小学校時代を過ごす。卒業後、札幌の北海中学校に入学。陸上部に所属し、400m走者・跳躍選手として活躍、母校の先輩になぞらえて「第二の南部忠平」と呼ばれるほどの有望選手だったが、足首捻挫で陸上競技を断念。子供の頃から芝居が好きだったことから俳優を志し、東京にいた兄を頼って上京、代々木の名教中学（現・東海大学付属浦安高等学校）に転校する。
1936年（昭和11年）、中央大学専門部法科に入るが、芝居に興味を持って新築地劇団に研究生として入団。同年11月の同劇団公演『女人哀詞』（山本有三原作）で初舞台を踏む。同期には多々良純、殿山泰司らがいた。芸名は研究生時代に、劇団員で尊敬していた山本安英に付けてもらったという。1938年（昭和13年）3月、多々良らと共に関西公演の出発直前に劇団を脱退。五月座を結成するが、翌1939年（昭和14年）3月、大学卒業と同時に兵役につき歩兵第26連隊に入隊、五月座は自然消滅する。軍隊では樺太・上敷香の国境警備隊に勤務し、1942年（昭和17年）7月に除隊、8月に佐々木孝丸の1人娘である女優の佐々木踏絵と結婚する。その後、移動演劇隊・ほがらか隊の隊長として終戦まで各地を巡演する。
戦後の1946年（昭和21年）5月、踏絵夫人とともに薔薇座を結成し、久藤達郎原作の『新樹』を旗揚げ公演として神田一ツ橋の共立講堂で上演する。西洋演劇本位の新劇に反発して、日本の劇作家による、大衆性のある演劇を目指し、菊田一夫原作の『東京哀詞』『堕胎医』を始め、『お前もまた美しい』『長崎の鐘』『冷凍部隊』などの創作劇を上演、このときに現代劇という呼称を初めて使ったといわれている。特に『堕胎医』の評判はよく、この舞台を観た黒澤明によって1949年（昭和24年）に『静かなる決闘』の題名で映画化された。これが縁で黒澤にすすめられて『野良犬』にレビュー劇場の演出家役で映画初出演する。これを機に薔薇座を解散し、以降は映画俳優に転向する。
映画では一時、東京映画や東映と本数契約を結んだこともあるが、フリーとして多くの映画に出演。特に黒澤作品には中心的脇役として計11本の黒澤作品に出演。『隠し砦の三悪人』で藤原釜足と演じた農民コンビは、ジョージ・ルーカス監督の『スター・ウォーズ』に登場した2体のロボット（R2-D2とC-3PO）のモデルとなった。
1960年代からはテレビドラマにも出演するようになり、乙羽信子と夫婦役を演じた『ママちょっと来て』でお茶の間の人気を集め、その後も『肝っ玉かあさん』などのホームドラマに父親役で出演した。
1975年（昭和50年）、ドラマ『微笑』で高峰秀子と共演するが、生田スタジオで収録中に脳内出血で倒れ入院し、翌1976年（昭和51年）のドラマ『喜びも悲しみも幾歳月』で再起する。そこに至るリハビリの過程は、1979年（昭和54年）に刊行した『生きるなり』（文藝春秋）につづられている。
1985年（昭和60年）、伊藤俊也監督の『花いちもんめ。』での老人役で第9回日本アカデミー賞最優秀主演男優賞、ブルーリボン賞主演男優賞など、数々の演技賞を受賞する。
1999年（平成11年）11月1日、急性心肺不全のため東京都府中市内の病院で死去。82歳没。墓所は富士霊園。
千秋の死去により、「七人の侍」を演じた俳優は全員が鬼籍に入った。
ロッテオリオンズ投手の村田兆治は近所に住んでいたこともあり、村田が右肘靭帯断裂を克服してカムバックした時は花束を持ってお祝いに行った。

## 受賞・受章歴
- 1985年：第40回毎日映画コンクール 演技特別賞『花いちもんめ。』
- 1985年：第28回ブルーリボン賞 主演男優賞『花いちもんめ。』
- 1985年：第9回日本アカデミー賞 最優秀主演男優賞『花いちもんめ。』[16]
- 1985年：第10回報知映画賞 特別賞『花いちもんめ。』
- 1985年：第31回アジア太平洋映画祭 主演男優賞『花いちもんめ。』
- 1989年：勲四等瑞宝章

## 出演作品

### 映画

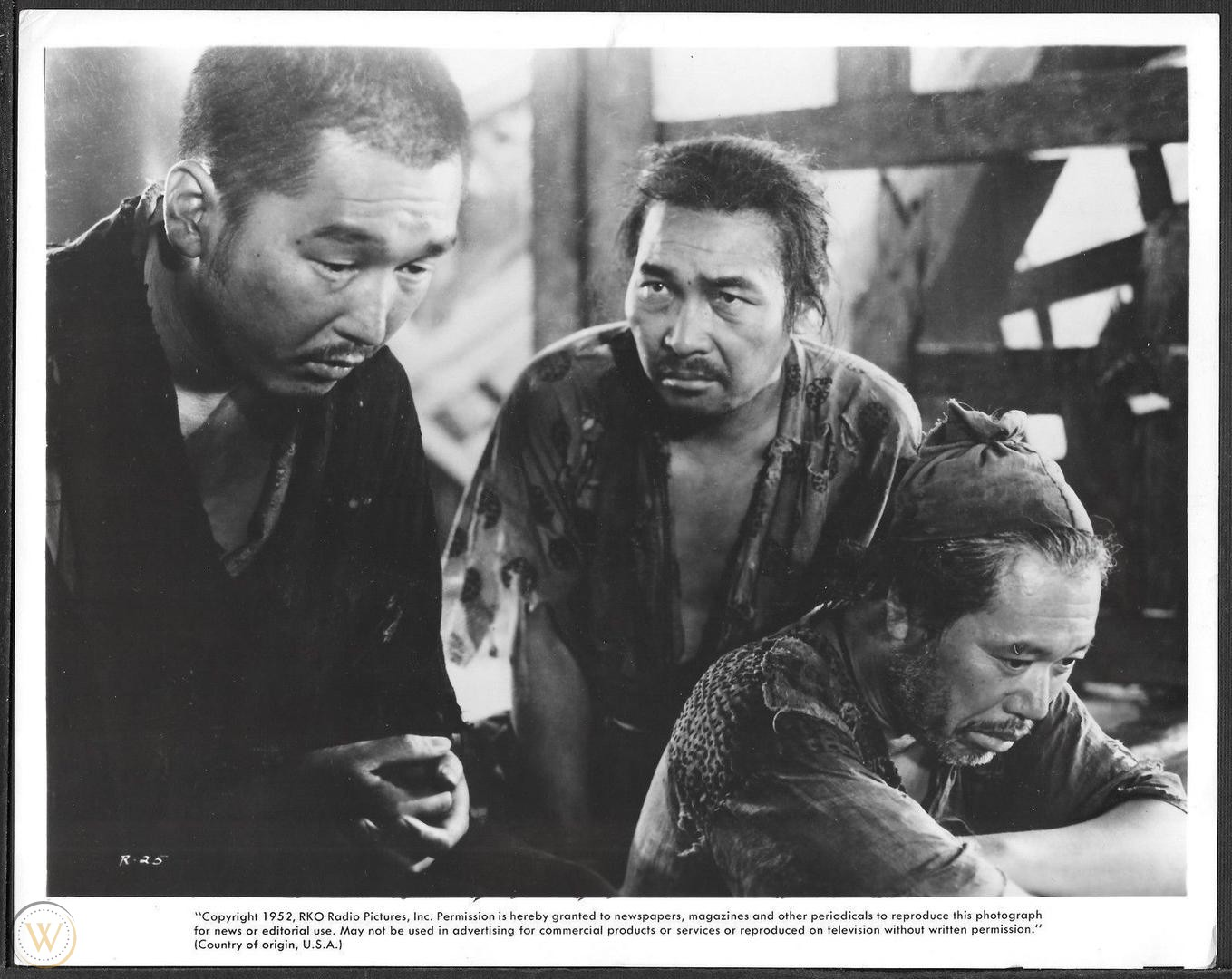
『羅生門』（1950年）

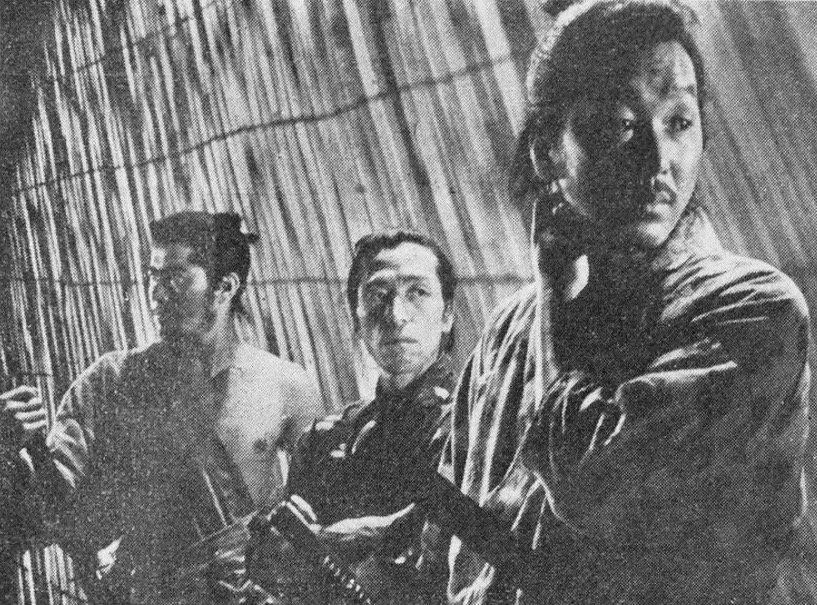
『七人の侍』（1954年）

- 野良犬（1949年、映画芸術協会・新東宝） - レビュー劇場の演出家
- 醜聞（1950年、松竹） - 新聞記者
- 山のかなたに（1950年、新東宝・藤本プロ） - 教師
- 羅生門（1950年、大映） - 旅法師
- 七色の花（1950年、東横映画） - 泉太平
- 白痴 （1951年、松竹） - 香山睦郎
- 西城家の饗宴（1951年、大映） - 長男浩太郎
- 荒木又右衛門 決闘鍵屋の辻（1952年、東宝） - 河合又五郎
- 美女と盗賊（1952年、大映） - 武市の多加丸
- 生きる（1952年、東宝） - 野口
- もぐら横丁（1953年、新東宝） - 深見喬
- 七人の侍（1954年、東宝） - 平八
- 春琴物語（1954年、大映） - 卓造
- かくて夢あり（1954年、日活） - 那須仙介
- 次郎長三国志 第九部 荒神山（1954年、東宝） - 神戸の長吉
- 初姿丑松格子（1954年、日活） - 料理人祐次
- 母の初恋（1954年、東宝） - 沢田
- 地獄の用心棒（1955年、日活） - 伊藤刑事
- 不滅の熱球（1955年、東宝） - 内堀捕手
- ゴジラの逆襲（1955年、東宝） - 小林弘治[17][3][4]
- 次郎長遊侠伝 天城鴉（1955年、日活） - 豚松
- 生きものの記録（1955年、東宝） - 中島二郎
- 宮本武蔵 完結篇 決闘巌流島（1956年、東宝） - 船頭佐助
- 花嫁会議（1956年、東宝） - 中西次郎
- 吸血蛾（1956年、東宝） - 川瀬三吾
- 妻の心（1956年、東宝） - 善一
- 与太者と若旦那（1956年、東宝） - 高木
- 蜘蛛巣城（1957年、東宝） - 三木義明
- 三十六人の乗客（1957年、東宝） - 本橋
- 山鳩（1957年、東宝） - 運輸省技師
- 東北の神武たち（1957年、東宝） - 太助
- どん底（1957年、東宝） - 殿様
- 忍術水滸伝 稲妻小天狗（1958年、東映） - 足利義種
- 杏っ子（1958年、東宝） - 吉田三郎
- 鶯城の花嫁（1958年、東映） - 松平新七郎
- 隠し砦の三悪人（1958年、東宝） - 太平
- 鞍馬天狗（1959年、東映） - 黒姫の吉兵衛
- あばれ大名（1959年、東映） - 六助
- 戦国群盗伝（1959年、東宝） - 治部資長
- 浪花の恋の物語（1959年、東映） - 丹波屋八右衛門
- 暗夜行路（1959年、東宝） - 時任信行
- 人間の條件 第4部（1959年、にんじんくらぶ） - 小野寺兵長
- 殿さま弥次喜多（1960年、東映） - 柿内権兵衛
- 特ダネ三十時間 白昼の脅迫（1960年、東映） - 池島
- 御存じいれずみ判官（1960年、東映） - 丑松
- 親鸞（1960年、東映） - 性善坊
- 水戸黄門（1960年、東映） - 治兵衛
- 妖刀物語 花の吉原百人斬り（1960年、東映） - 丈助
- 若さま侍捕物帖シリーズ（東映）
  - 若さま侍捕物帖（1960年） - 佐々島俊蔵
  - 若さま侍捕物帖 黒い椿（1961年） - 大島の源兵衛
- 新吾二十番勝負シリーズ（1961年 - 1963年、東映） - 六尺六平太
- ゲンと不動明王（1961年、東宝） - オッチャン
- はだかっ子（1961年、東映） - チンドン屋の親方
- ひばり・チエミの弥次喜多道中（1962年、東映） - 片山軍次兵衛
- 若き日の次郎長 東海道のつむじ風（1962年、東映） - 片輪の権
- からみ合い（1962年、にんじんくらぶ） - 藤井純一
- お姫さまと髭大名（1962年、東映） - 東野内膳
- サラリーマン一心太助（1962年、東映） - 高田営業部長
- ちいさこべ（1962年、東映） - 大六
- ひばり・チエミのおしどり千両傘（1963年、東映） - 土橋進左衛門
- 天国と地獄（1963年、東宝） - 新聞記者
- 旗本やくざ 五人のあばれ者（1963年、東映） - 横井甚兵衛
- 真田風雲録（1963年、東映） - 真田佐衛門佐幸村
- 右門捕物帖 蛇の目傘の女（1963年、東映） - 加倉井要助
- 五番町夕霧楼（1963年、東映） - 竹末甚造
- ばりかん親分（1963年、松竹） - 海老名銀平
- 鮫（1964年、東映） - 四郎左
- この空のある限り （1964年、松竹）
- 城取り（1965年、石原プロ） - 俵左内
- 冷飯とおさんとちゃん（1965年、東映） - 中川八郎兵衛
- ゼロ・ファイター 大空戦（1966年、東宝） - 航空隊司令[3]
- 他人の顔（1966年、東京映画） - アパート管理人
- 湖の琴（1966年、東映） - 百瀬喜太夫
- 愛の讃歌（1967年、松竹） - 船長
- 性の起原（1967年、松竹） - 少女の父
- 日本一の断絶男（1969年、東宝） - 清水重役
- 夜のいそぎんちゃく（1970年、大映） - 和田神父
- 樺太1945年夏 氷雪の門（1974年） - 植中賢次
- 巨人軍物語 進め!!栄光へ（1977年、東宝映画） - 武宮寮長
- 徳川一族の崩壊（1980年、東映） - 獅子王院宮
- 花いちもんめ。（1985年、東映） - 鷹野冬吉
- ドン松五郎の大冒険（1987年、東宝東和） - 雨森正介

### テレビドラマ
- 夫婦百景（日本テレビ）
  - 第58回「最優秀女房」（1959年）
  - 第243回「奥サン必勝の決め手」（1962年）
  - 第383回「晩酌女房」（1966年）
  - 第389回「春うらら」（1967年）
  - 第392回「豚と真珠と夫婦」（1967年）
  - 第397回「続豚と真珠と夫婦」（1967年）
- ママちょっと来て（1959年、日本テレビ） - パパ
- 細雪（1959年、NET）
- 百万人の劇場 第1回「好人物の夫婦」（1960年、フジテレビ）
- 灰色のシリーズ 第13・14回「悪い人」（1960年、NHK総合）
- お菓子と私（1961年、日本テレビ） - 朝倉千治
- 日産スター劇場（日本テレビ）
  - 何処へ（1964年） - 野口長太郎
  - オヤジも受験生（1967年）
  - そよ風とあいつ（1967年）
- 虹の設計（1964年、NHK総合）
- 樅の木は残った（1964年、東京12ch）
- 甲斐で見る雪（1965年、TBS）
- シオノギテレビ劇場 / 佐久間良子アワー・北野踊り（1965年、フジテレビ）
- 光る海（1965年、TBS）
- ママとおふくろ（1965年 - 1966年、日本テレビ） - 秋田雄造
- 黄色い風土（1965年 - 1966年、NET） - 村田荘八
- ザ・ガードマン（TBS / 大映テレビ室）
  - 第41話「とんでもない季節」（1966年）
  - 第259話「さあ女の復讐が始まるわ」（1970年）
- 愛の一家（1966年、NHK総合）
- 三匹の侍 第4シリーズ 第16話「秘宝」（1967年、フジテレビ）
- 七人の刑事（TBS）
  - 第265話「二人だけの銀座」（1967年）
  - 第336話「第二の人生」（1968年）
  - 第381話「逃げる」（1969年）
  - 第382話「地上300メートルの死刑台」（1969年）
- 東芝日曜劇場（TBS）
  - 第550回「黄色い雨傘」（1967年）
  - 第1117回「女と味噌汁 その36」（1978年）
  - 第1152回「女と味噌汁 その37」（1979年）
  - 第1190回「藍色の街」（1979年）
  - 第1204回「女と味噌汁 その38」（1980年）
- とぼけた奴ら（1967年 - 1968年、NET） - 金子大三
- 刑事さん 第2シリーズ 第12話「二度死んだ男」（1968年、NET）
- 肝っ玉かあさん（1968年 - 1972年、TBS） - 清田保文
- 大奥 第30・31話（1968年、関西テレビ） - 成島道筑
- 丸太と包丁（1968年 - 1969年、日本テレビ）
- こんにちは!そよ風さん（1969年、TBS） - 西方道介
- 犬と麻ちゃん（1969年、NET） - 野村耕平
- あゝ忠臣蔵（1969年、関西テレビ） - 藤兵衛
- 独身のスキャット（1970年、TBS） - 中西産業社長
- 千葉周作 剣道まっしぐら（1970年 - 1971年、TBS）- 浦山寿貞
- おふくろの味（日本テレビ）
  - 第1シリーズ（1970年） - 夏村常人
  - 第2シリーズ（1972年） - 神村金太郎
- 決めろ!フィニッシュ（1972年、TBS） - 次郎の父
- 大河ドラマ（NHK総合）
  - 国盗り物語（1973年） - 織田信秀
  - 獅子の時代（1980年） - 苅谷宗行
- 太陽にほえろ! 第64話「子供の宝・大人の夢」（1973年、日本テレビ）- 梅田玩具社長
- 銀河テレビ小説 / 三四郎（1974年、NHK総合）
- 家族あわせ（1974年、TBS） - 渡部建次
- 同心部屋御用帳 江戸の旋風（1975年、フジテレビ）- 早見茂太夫
- 火曜劇場（日本テレビ）
  - 微笑（1975年） - 近野祐太郎
  - 喜びも悲しみも幾歳月（1976年）
  - 炎のカルテ（1976年）
  - 帰らざる旅路（1979年） - 山村教授
  - あこがれベビー（1981年） - 浦真造
- Gメン'75 第113話「ガンを宣告された刑事」（1977年、TBS） - 猪俣刑事
- 日本の戦後 第7集「退陣の朝」（1977年、NHK総合）- 片山哲
- 晴れのち晴れ（1977年、TBS） - 山沖鉄馬
- 家族（1977年、TBS） - 今井
- 空は七つの恋の色（1978年、よみうりテレビ） - 三雲祥一郎
- 新五捕物帳 第71話「恋情け涙の十手」（1979年、日本テレビ / ユニオン映画） - 北本所の利助
- 刑事鉄平（関西テレビ）
  - 第12話「老刑事の挽歌」（1979年）
  - 最終話「出発の歌」（1979年）
- 陽はまた昇る 第9話「夕焼け雲」（1979年、フジテレビ） - 藤井義造
- 平岩弓枝ドラマシリーズ / 女たちの家（1980年、フジテレビ）
- 木曜ゴールデンドラマ / 生きるなり（1980年、よみうりテレビ）
- 御宿かわせみ 第3話「桐の花散る」（1980年、NHK総合） - 多田屋吉右衛門
- 関ヶ原（1981年、TBS）- 山内一豊
- 銭形平次 第766話「男と女の旅路」（1981年、フジテレビ / 東映） - 井筒屋太兵ヱ
- あさきゆめみし（1982年、NHK総合）
- ドラマ人間模様 / 太陽の子（1982年、NHK総合） - おじやん
- 昨日、悲別で（1984年、日本テレビ） - 二口伸吉
- アルザスの青い空（1985年、フジテレビ） - 藤川祐介
- おさんの恋（1985年10月12日、NHK総合） - 清兵衛
- 銀河テレビ小説（NHK総合）
  - 八十日目だなも（1988年） - 藤島彦蔵
- さすらい刑事旅情編 第2話・第11話（1988年、テレビ朝日）
- 水曜グランドロマン / 老いたる父と（1990年、日本テレビ）
- 逃亡者 第2話（1992年、フジテレビ）
- 秋の駅（1993年、フジテレビ）
- 土曜ドラマ / 極楽遊園地（1997年、NHK総合）

## 著書
- 『生きるなり 脳卒中から奇跡の生還』、文藝春秋、1979年 / 文春文庫、1984年 ISBN 4167361019
- 『わが青春の薔薇座』（佐々木踏絵と共著）、リヨン社、1989年 ISBN 4576890638